# 세바스티안 벨라스케스
세바스티안 벨라스케스(스페인어: Sebastián Velásquez, 1991년 2월 11일 ~ )는 콜롬비아의 축구 선수로, 포지션은 미드필더이다. 현재 USL의 엘파소 로코모티베 FC에서 활약하고 있다.